# 恒憲王妃敏子
恒憲王妃 敏子（つねのりおうひ としこ、1903年〈明治36年〉5月16日 - 1995年〈平成7年〉3月23日）、のちに賀陽 敏子（かや としこ）は、日本の旧皇族。賀陽宮恒憲王の妃。九条道実公爵令嬢。貞明皇后は叔母、昭和天皇は従兄にあたる。戦後皇籍離脱。

## 栄典
- 勲二等宝冠章
- 1931年（昭和6年）5月27日 - 勲一等宝冠章[1]
- 1940年（昭和15年）8月15日 - 紀元二千六百年祝典記念章[2]

## 血縁
- 夫：賀陽宮恒憲王
- 子：
  - 第1王子：邦寿王（1922年 - 1986年） - 賀陽政治経済研究所長。
  - 第1王女：美智子女王（1923年 - 2009年） - 徳大寺斉定に降嫁。後に離婚。
  - 第2王子：治憲王（1926年 - 2011年） - 外務省国連局長、在イスラエル・デンマーク・ブラジル大使、交流協会顧問。
  - 第3王子：章憲王（1929年 - 1994年） - 第一勧業銀行。
  - 第4王子：文憲王（1931年 - 2021年） - 髙島屋に勤務。
  - 第5王子：宗憲王（1935年 - 2017年） - 味の素に勤務、大日本居合道連盟会長。
  - 第6王子：健憲王（1942年 - 2017年）